# 河合嗣生
河合 嗣生（かわい つぐお、1959年 - ）は、日本の造園家で、登録ランドスケープアーキテクト。

## 来歴
座談会において「実家は京都」と発言している。
1982年に南九州大学園芸学部造園学科を卒業し、環境事業計画研究所に入所する。1986年からはマレーシア・サバ州都市計画局で勤務した。その後日本に戻り、1989年より景観設計研究所勤務を経て、1997年にランドスケープデザイン・アトリエ風を創立する。1999年には、環境省の環境カウンセラーに登録された。
2007年から近江兄弟社小学校社会人講師をつとめる。このほかにも、環境教育に関わる活動に携わっている。

## 主な作品
- 小諸市停車場ガーデン・せせらぎの丘[7]（都市緑化機構緑の都市賞奨励賞・緑の環境デザイン賞[8]）

## 著書
- 『パークマネジメント―地域で活かされる公園づくり』（分担執筆）学芸出版社、2011年
- 森山雅幸（編著）『ランドスケープアーキテクチャーの起点』（共著）ぎょうせい、2007年